# Coopetição
Coopetição é um neologismo cunhado para descrever a competição cooperativa. Coopetição é, portanto, uma junção de cooperação e competição. Princípios básicos de estruturas coopetitivas foram descritos na teoria dos jogos, um campo científico que recebeu mais atenção com o livro Theory of Games and Economic Behavior, de 1944, bem como dos trabalhos de John Forbes Nash sobre jogos não cooperativos. A coopetição ocorre tanto em níveis interorganizacionais quanto intraorganizacionais.
O conceito de coopetição surgiu já em 1913, sendo usado para descrever as relações entre revendedores independentes próximos do Sealshipt Oyster System, que foram instruídos a cooperar para o benefício do sistema enquanto competiam entre si por clientes na mesma cidade.

## Visão Geral
Segundo W. Czakon (2014), no mundo das empresas poderão existir quatro tipos de relacionamentos consoante a sua posição relativa dentro de uma indústria e a necessidade de recursos externos da outra empresa: coexistência, cooperação, competição e coopetição. O termo coopetição pode, assim, ser usado para descrever a relação simultânea de cooperação e competição entre pessoas ou organizações. A interação de coopetição entre duas organizações ocorre normalmente para atingir um objetivo comum, tendo em vista a complementaridade de recursos e a possível redução de custos na fase de desenvolvimento de produtos, sem desconsiderar a competição no momento de lançamento do produto desenvolvido no mercado. De acordo com Cairo, 2006 e Walley, 2007, trata-se de uma “Situação em que, simultaneamente, as empresas cooperam e competem, com o objetivo de criarem e capturarem valor para os seus clientes”. Embora o desenvolvimento da teoria da coopetição esteja associado a vários autores, Yami e All (2010) afirmam que o seu nascimento convencional surge em 1995 com Adam Brandenburger e Barry Nalebuff: “Coopetição é um conceito de criação recente, formado pela junção das palavras competição e cooperação. Significa trabalhar em conjunto com os concorrentes de forma a beneficiar das suas capacidades e características distintas nos domínios da investigação e desenvolvimento, produção, distribuição, entre outras.” Adam Bradenburger e Barry Nalebuff, professores de Economia nas Universidades de Harvard e Yale e especialistas no campo da Teoria dos Jogos, desenvolveram o seu modelo de coopetição em meados dos anos 90 do século XX (Bradenburger e Nalebuff, 1996). Baseados em casos reais de diferentes indústrias, defenderam que tanto a cooperação como a competição eram necessárias e desejáveis no mundo dos negócios. A cooperação é necessária para aumentar os benefícios para todos os intervenientes (foco no crescimento do mercado), e a competição é necessária para dividir os benefícios existentes por esses mesmos intervenientes (foco na partilha do mercado). A Teoria dos Jogos forneceu a fundamentação económica para determinar as circunstâncias em que a cooperação é a estratégia preferencial. A sua pesquisa trazia novidades às anteriores teorias, como a das cinco forças de Porter, que se focava quase exclusivamente na competição. A Teoria dos Jogos estuda como as interações entre os jogadores e as escolhas que cada jogador faz leva a resultados diferentes.